# Sfinții sugari îmbrățișându-se
Sfinții sugari îmbrățișându-se este o pictură realizată probabil de Leonardo da Vinci între anii 1486 și 1490.